# Vicente Valdés (station)
Vicente Valdés är en tunnelbanestation i tunnelbanesystemet Metro i Santiago, Chile. Stationen är en av två ändstationer på linje 5 (den andra är Quinta Normal). Nästföljande station på linje 4 i riktning mot Tobalaba är Vicuña Mackenna och i riktning mot Plaza de Puente Alto är Rojas Magallanes. På linje 5 är nästföljande station Bellavista de La Florida.  Stationen ligger i kommunen La Florida i sydvästra delen av Santiago. Tunnelbanestationen ligger vid korsningen Avenida Vicuña Mackenna och Calle Vicente Valdés (därav namnet). Stationen öppnade den 30 november 2005.